# Wilhelm Bruhn
Pour les articles homonymes, voir Bruhn.
Wilhelm Bruhn (né le 18 janvier 1869 à Saal, Poméranie et mort le 20 octobre 1951 à Berlin) est un homme politique DNVP et éditeur et rédacteur en chef du Staatsbürger-Zeitung.

## Biographie
Après l'école, Bruhn étudie à l'école normale de Franzburg de 1886 à 1889. Il travaille ensuite travaillé comme enseignant à Moordorf et Putbus jusqu'en 1894. En 1895, il reprend une imprimerie à Neuweißensee près de Berlin et devient indépendant en tant qu'éditeur d'un quotidien local nouvellement fondé. En 1898, il participe à l'édition du Berliner Staatsbürger-Zeitung, qu'il reprend comme éditeur et rédacteur en chef.
Wilhelm Bruhn forme Walter Graf Pückler (1860-1924) pendant plusieurs années en tant qu'orateur antisémite. En 1899, lui et d'autres sont condamnés à une amende pour avoir réimprimé un discours de Pückler pour discours de haine. Le jugement ouvre la voie à des poursuites judiciaires pour agitation antisémite avec l'aide de l'article 130 du Code pénal.
Il acquit une notoriété suprarégionale lorsque, dans son journal, il déclare que le meurtre du lycéen Ernst Winter (de), le 11 mars 1900 à Konitz, est un meurtre rituel juif et le boucher Adolph Lewy est accusé du crime. Les publications dans le Staatsbürger-Zeitung et d'autres journaux ont pour conséquence de graves émeutes anti-juives à Konitz. Bruhn et son rédacteur responsable Paul Bötticher sont accusés d'insulte en septembre 1900. Après un procès qui dura plus de deux ans, Bruhn est condamné en 1902 par le tribunal régional I (de) à six mois de prison et Bötticher à un an. Le tribunal impérial confirmé le verdict. La demande de clémence appuyée par le ministre de la Justice Karl Schönstedt (de) est rejetée par l'empereur Guillaume II, tout comme une demande ultérieure de dispense du reste de la peine.
Pendant la Première Guerre mondiale, il travaille comme haut fonctionnaire militaire.

## Parti politique
Bruhn appartient initialement au Parti allemand de la réforme antisémite de l'Empire allemand. En 1918, il participe à la fondation de la DNVP, qu'il quitte en octobre 1929.

## Député
De 1903 à 1918, Bruhn est député du Reichstag de l'Empire allemand pour la circonscription de Francfort-sur-l'Oder (Arnswalde-Friedeberg). En 1919/20, il est député de l'Assemblée nationale de Weimar. Il est ensuite à nouveau député du Reichstag jusqu'en 1930.